# Catherine Popper
Catherine Popper, född 28 december 1973 i Charlotte i North Carolina i USA, är en amerikansk basist, sångerska och låtskrivare. Hon är mest känd för sitt arbete med Jesse Malin, Ryan Adams & the Cardinals, Grace Potter and the Nocturnals och Jack White. Popper är också medlem i en trio som heter Puss n Boots med Norah Jones och Sasha Dobson. Hon släppte sin första singel, "Maybe It's All Right", på Velvet Elk Records 2020.